# Tứ hoằng thệ nguyện
Tứ hoằng thệ nguyện, tứ hoằng thệ nguyện là bốn lời thề nguyền của những người tu hành theo Bồ tát đạo (Hạnh nguyện Bồ tát) thuộc về các tông phái Đại thừa. Tùy theo cách dịch, lời lẽ và thứ tự sắp xếp của các đại nguyện này có ít sai biệt nhưng hầu hết xoáy quanh bốn câu sau đây: 
- Chúng sanh vô biên thệ nguyện độ (眾生無邊誓願度) — Tức là Nguyện giải thoát vô số chúng sinh.
- Phiền não vô tận thệ nguyện đoạn (煩惱無盡誓願斷) — Tức là Nguyện đoạn tuyệt với vô vàn phiền não
- Pháp môn vô lượng thệ nguyện học (法門無量誓願學) — Tức là Nguyện tu học Phật pháp nhiều vô lượng
- Phật đạo vô thượng thệ nguyện thành (佛道無上誓願成) — Tức là Nguyện đạt thành đạo vô thượng chánh đẳng chánh giác

Những lời thệ nguyện trên cho thấy tính cực của Đại thừa Phật giáo. Đây cũng là một phương pháp để những người tu học thăng tiến và chế ngự tâm. Các thệ nguyện này cũng được dùng để phân biệt giữa cách tu hành Đại thừa và Tiểu thừa.
- Phật đạo vô thượng thệ nguyện thành (佛道無上誓願成)
- Cúi xin Như Lai luôn thủ hộ (低請如來總守護)
- Từ bi khai ngộ dứt lầm mê (慈悲開悟停錯誤)
- Ra khỏi luân hồi sanh cực lạc (出過論回生極樂)
- Theo bước Thế Tôn hiển đạo mầu (隨佛的腳擺妙道)

## Sư Liên Trì chú giải
Trong tác phẩm "Tây Phương Phát Nguyện Văn Giản Chú", đại sư Liên trì có viết về Tứ hoằng thệ như sau: Tùng ư kim nhật, lập thâm thệ nguyện: viễn ly ác pháp, thệ bất cánh tạo; cần tu thánh đạo, thệ bất thối đọa; thệ thành Chánh Giác; thệ độ chúng sanh. Lời dịch của Lý Viên Tịnh: "Từ nay trở đi, lập thệ nguyện sâu: xa lìa ác pháp, thề chẳng tạo nữa; siêng tu thánh đạo, thề chẳng lui đọa; thề thành Chánh Giác; thề độ chúng sanh"
- Vế đầu tiên đồng nghĩa với "phiền não vô biên thệ nguyện đoạn".
- Vế thứ nhì đồng nghĩa với "pháp môn vô lượng thệ nguyện học".
- Vế thứ ba đồng nghĩa với "Phật đạo vô thượng thệ nguyện thành".
- Vế thứ tư đồng nghĩa với "Chúng sanh vô biên thệ nguyện độ".

## Lời thề nguyện của Tịnh độ tông
Ngoài bốn thệ nguyện bồ tát trên, Tịnh độ tông do đặc trưng của tông phái là nguyện vãn sinh Tịnh Độ nên có thêm một nguyện lớn là:
- Nguyện sinh Cực Lạc thế giới A Di Đà Phật.

## Bản Tụng niệm của Gia đình Phật tử
Nhằm cho các Đoàn sinh dễ hiểu, Tứ hoằng Thệ nguyện được Gia đình Phật tử biên soạn lại với tên gọi là Bốn lời nguyện (lớn), được đọc sau khi niệm hồng danh các vị Phật, Bồ Tát, trong Nghi thức Tụng niệm đầu buổi sinh hoạt hoặc ở các Lễ, Trại mạc của GĐPT.
1. Chúng sanh không số lượng, thề nguyện đều độ khắp.
2. Phiền não không cùng tận, thề nguyện đều dứt sạch.
3. Pháp môn không kể siết, thề nguyện đều tu học.
4. Phật đạo không gì hơn, thề nguyện được viên thành.